# Zhifeng, Hunan
Zhifeng (kinesiska: 智峰, 智峰乡) är en socken i Kina. Den ligger i provinsen Hunan, i den södra delen av landet, omkring 87 kilometer nordost om provinshuvudstaden Changsha. Antalet invånare är 9151. Befolkningen består av 4 467 kvinnor och 4 684 män. Barn under 15 år utgör 18,0 %, vuxna 15-64 år 72 %, och äldre över 65 år 8,0 %.
Genomsnittlig årsnederbörd är 1 879 millimeter. Den regnigaste månaden är maj, med i genomsnitt 312 mm nederbörd, och den torraste är oktober, med 57 mm nederbörd.